# Бринольф Альготссон
 Бринольф Альготссон  (лат. Brynolfus, швед. Brynolf Algotsson; 1250, Швеция — 6 февраля 1317, Скара, Скараборг) — святой Римско-Католической Церкви, епископ.

## Биография
После окончания обучения в Париже Бринольф вернулся в Швецию, где стал служить каноником в кафедральном соборе города Скара. В 1278 году Бринольф был рукоположён в епископа епархии Скары. Будучи епископом, Бринольф ступил в спор с шведским королём Магнусом I, что стало причиной оставления Бринольфом своей епископской кафедры с 1288—1289 гг. Святой Бринольф умер 6 февраля 1317 года.

## Прославление
Процесс канонизации святого Бринольфа инициировал в 1416 году шведский король Эрик Померанский. В 1492 году папа Иннокентий VIII планировал его канонизировать, однако скончался до этого. Тем не менее он успел назначить литургический праздник в его честь, что произошло уже во время понтификата его преемника папы Александра VI 16 августа 1492 года. Торжество послужило де-факто причислением к лику святых, хотя папская булла так и не была подписана.
День памяти в Католической Церкви — 6 февраля.